# Szárazhegy (Szlovákia)
Szárazhegy (1899-ig Szuha, szlovákul: Suchá) Vladicsa község része, egykor önálló falu Szlovákiában, az Eperjesi kerületben, a Sztropkói járásban.

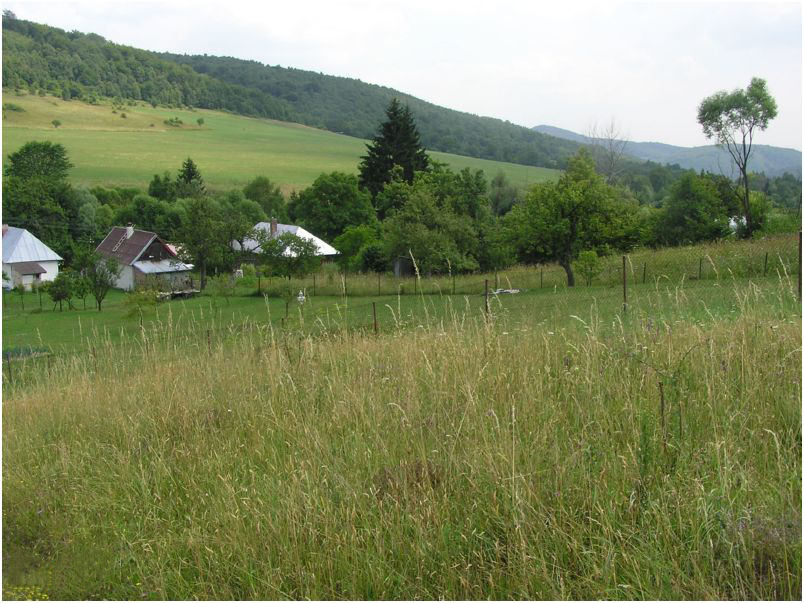
Szárazhegy látképe

## Fekvése
Sztropkótól 21 km-re északkeletre fekszik. Vladicsa központjától északra található.

## Története
A települést 1559-ben említik először, a makovicai uradalom része volt. 1600-ban 5 jobbágyház állt a faluban. 1715-ben 8, 1720-ban 7 jobbágytelke adózott.
A 18. század végén Vályi András így ír róla: „SZUCHA. Orosz falu Sáros Várm. lakosai ó hitüek, fekszik a’ Makoviczai Uradalomban; határja hegyes, és középszerű.”
1828-ban 56 házában 443 lakos élt.
Fényes Elek 1851-ben kiadott geográfiai szótárában így ír a faluról: „Szuha, orosz falu, Sáros vmegyében, a makoviczi uradalomban, Komarnyikhoz 1 órányira: 439 görög kath. lak. Ut. p. Bártfa.”
1900-ban 123-an lakták. 1910-ben 186, túlnyomórészt ruszin lakosa volt. A trianoni diktátumig Sáros vármegye Felsővízközi járásához tartozott.
Szárazhegyet 1965-ben Vladicsához (Ladács) csatolták.

## Nevezetességei
Görögkatolikus temploma 1886-ban épült.

## Külső hivatkozások
- Szárazhegy Szlovákia térképén